# باد وریسهوفن
شهر باد وریسهوفن در ایالت بایرن در کشور آلمان واقع شده است.